# Алексеев, Пётр Алексеевич (революционер)
Пётр Алексе́евич Алексе́ев (14 [26] января 1849, дер. Новинская, Смоленская губерния — 16 [28] августа 1891) — один из первых российских рабочих-революционеров, ткач.

## Биография
С детства работал на ткацких фабриках в Москве и Петербурге. В 1873 году сблизился с народниками — «чайковцами», с 1874 году — член народнического кружка «москвичей». Вёл пропаганду и распространял литературу среди рабочих. 4 [16] апреля 1875 года был арестован и затем судим по «Процессу пятидесяти», на суде 9 (21) марта 1877 года произнёс знаменитую речь о грядущей революции, в которой содержались слова, ставшие хрестоматийными: «…Подымется мускулистая рука миллионов рабочего люда и ярмо деспотизма, ограждённое солдатскими штыками, разлетится в прах». Эта речь, отпечатанная в тайной типографии в Петербурге и в нескольких типографиях русской эмиграции, произвела большое впечатление на прогрессивную русскую общественность. В частности, В. И. Ленин назвал речь Алексеева «великим пророчеством русского рабочего-революционера».
Был приговорён к 10 годам каторги, которую отбывал в Новобелгородской каторжной тюрьме, с 1882 года — на Каре, с 1884 года — на поселении в Якутии. В 1891 году убит бандитом при ограблении.
В годы Советской власти в Якутии в его честь был установлен обелиск. В поселке Туманово Вяземского района Смоленской области установлен бюст П.А. Алексеева.

## Адреса в Санкт-Петербурге
Весна 1874 года — 7-я Рота, ныне — 7-я Красноармейская, 18

## Память о Петре Алексееве
В честь него назван ряд улиц в городах СССР.
Спасский переулок (Санкт-Петербург) — с 1923 по 1998 годы носил имя улица Петра Алексеева.
В Якутске в его честь названа одна из центральных улиц города и носит такое название по сей день.
Имя Петра Алексеева носит улица в посёлке Хандыга.
В России с 2004 года существует левое акционистское Движение сопротивления имени Петра Алексеева.
В Москве по адресу Михалковская д. 48 была расположена Тонкосуконная фабрика им. Петра Алексеева, бывш. Йокиш, носившая его имя с 1924 года (закрыта в 2011 году).
Кроме того, в Западном административном округе Москвы, в Можайском районе, существуют улица Петра Алексеева, а также 1-й и 2-й переулки Петра Алексеева.
Именем Петра Алексеева названа улица в Челябинске.
Именем Петра Алексеева названа улица в микрорайоне «Богданка» в Чебоксарах.
Именем Петра Алексеева названа улица в Смоленске и городе Гагарин Смоленской области (одна из центральных улиц), а также в Армавире.
В Воронеже в 1928 году Синицынский переулок переименован в улицу Петра Алексеева, проходит в исторической части города в месте где находилась восточная крепостная стена деревянной крепости Воронеж 17 века.